# La Marge (film)
Pour les articles homonymes, voir La Marge.
Pour plus de détails, voir Fiche technique et Distribution.
La Marge est un film français de Walerian Borowczyk, sorti en 1976, et adapté du roman La Marge de André Pieyre de Mandiargues, prix Goncourt 1967.
Bien que ce ne soit pas un film érotique, il a également été distribué sous le titre d'Emmanuelle 77, par allusion au film Emmanuelle, Sylvia Kristel étant l’interprète principale des deux films.

## Synopsis
Dans une propriété rurale en France, un couple heureux, Sigismond et Sergine, vit avec leur jeune fils Elie, qui aime jouer dans la piscine. Un jour, Sigismond se rend à Paris pour représenter Antonin, le propriétaire du vignoble, et fait la connaissance de Diane, une prostituée qui le fascine.
Au bout d'un moment, il reçoit une lettre de Féline, l'employée de maison. Il ne lit que la fin, où il est écrit que Sergine s'est suicidée. Ne voulant pas y croire, il la range immédiatement et continue à voir Diane. Une idylle se développe entre les deux, mais la belle a des ennuis avec son proxénète, car elle ne peut pas se permettre de tomber amoureuse dans son métier. Plus tard, seul dans sa chambre d'hôtel, Sigismond lit la lettre en entier, dans laquelle il est écrit que sa femme s'est suicidée parce qu'Eli s'est noyé dans la piscine lors d'un accident. Perturbé, le père traverse la ville, la quitte et s'arrête sur le bord d'une route où il se suicide par arme à feu. Diane continue à vivre son ancienne vie.

## Fiche technique
- Titre original : La Marge[1]
- Réalisateur : Walerian Borowczyk
- Scénariste : Walerian Borowczyk, d'après André Pieyre de Mandiargues
- Photographie : Bernard Daillencourt
- Montage : Louisette Hautecoeur
- Son : Louis Hochet
- Musique : Square, Frédéric Chopin, Charles Dumont, Elton John, René Joly, Vincent Scotto, Afric Simone, Ten C.C., Pink Floyd
- Décors : Jacques d'Ovidio
- Producteur : Robert Hakim, Raymond Hakim
- Société de production : Paris-Films Production (Paris)
- Pays de production :  France
- Langue originale : français
- Format : couleurs
- Durée : 78 minutes
- Genre : Drame
- Date de sortie :
  - France : 22 septembre 1976

## Distribution
- Sylvia Kristel : Diana
- Joe Dallesandro : Sigismond
- André Falcon : Antonin Pons, l'oncle de Sigismond
- Mireille Audibert : Sergine, la femme de Sigismond
- Louise Chevalier : Féline
- Denis Manuel : Le moustachu
- Norma Picadilly : La stripteaseuse
- Dominique Marcas
- Frédérique Chabonneau
- Karin Albin
- Jean Lara
- Carlo Nell
- Dominique Erlanger
- Sylvaine Charlet
- Isabelle Mercanton
- Camille Larivière
- Nicole Karen
- Cynthia Sidney
- Luz Laurent